# Nicolas Lequarré

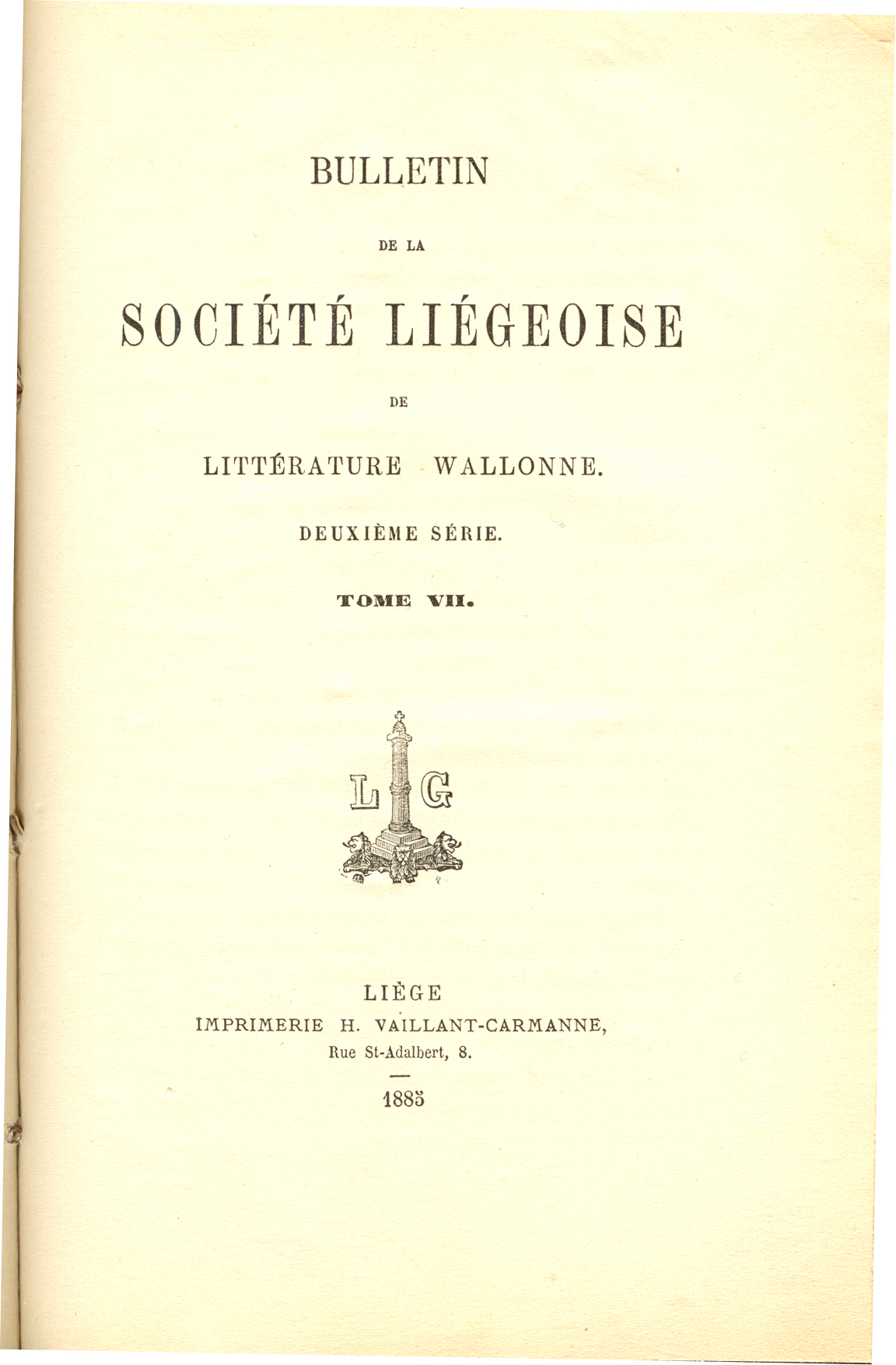
Tijdschrift van de Société liégeoise de Littérature wallonne

Nicolas Lequarré (Romsée, 20 oktober 1833 – Retinne, 24 juli 1914) was een hoogleraar aan de universiteit van Luik en activist in de Waalse Beweging.

## Levensloop
Lequarré was aanvankelijk leraar aardrijkskunde en geschiedenis aan het koninklijk atheneum van Luik. Vanaf 1879 was hij verbonden aan de Rijksuniversiteit van Luik, en vanaf 1882 hoogleraar aardrijkskunde. Hij interesseerde zich in de Waalse dialecten, de Waalse geschiedenis en in de Waalse cultuur in het algemeen. Hij was een grote voorstander van het oprichten van een stadstheater in Luik waar stukken in het Luiks werden opgevoerd. 
Zijn interesse ging verder dan de taalkwestie; hij steunde de politieke beweging hierrond, de Waalse Beweging genoemd. Hij zetelde in de Société liégeoise de Littérature wallonne waar hij voorzitter was vanaf 1896 tot zijn dood in 1914. Deze vereniging was een motor achter het wallingantisme. Zelf publiceerde hij ook in het Waals, zoals bijvoorbeeld een beschrijving over munten.
In 1911 vond er een eerste poging plaats om de Gentse universiteit te vernederlandsen en het Franstalig onderwijs af te schaffen. Lequarré verzette zich heftig samen met medestanders van de Waalse Beweging. Dit plan ging niet door in 1911 maar wel, na de dood van Lequarré (1914), tijdens de Duitse bezetting (1916).